# Тест парцијалног притиска кисеоника
Тест парцијалног притиска кисеоника или PаО2  (од енг. речи Partial Pressure of Oxygen) тест један је од функционалних тестова у физиологији којим се мери  напетости или притиска кисеоника раствореног у артеријској крви. Према томе PаО2  одражава способност плућа да обезбеди довољну количину раствореног кисоника у крви. Данас је општеприхваћено у медицинској пракси да је (PaO2) најбољи показатељ за процену укупне плућне функције (или артеријализације венске крви). Међутим, (PaO2) може да послужи само као показатељ способности плућа да изврши артеријализацију венске крви, али не и да да оцену њене целокупне ефикасности за организам. 

## Парцијални притисак кисеоника (PаО2)
Парцијални притисак кисеоника у артеријској крви представља количину кисеоника раствореног у артеријска крв. Ниво PaO2 се одређује парцијалним притиском кисеоника у алвеоларном ваздуху и ефикасношћу размене гасова у плућима, а од тога зависи и засићеност хемоглобина кисеоником.
Према томе, може се рећи да ће при:
- PaO2 = 40 mmHg, SpO2  бити око 75%, при

- PaO2 = 70 mmHg, SpO2  око 92%, а при

- PaO2 = 100 mmHg, SpO2 ће бити 97%.

Низак ниво парцијалног притиска кисеоника у артеријској крви представља хипоксемију, која је према подацима из литературе критични ниво за настанак ткивне хипоксије је вредност од 60 mmHg, док је вредности изнад 120 mmHg услов за хипероксију.
Како се вредност  PаО2  често мењају код тешких болести, његово мерењесе користи се за усмеравање и праћење тока лечења.
Парцијални притисак кисеоника (PаО2) често је само једна од компоненти измерених у гасним анализама артеријске крви, којом се  одређује засићеност  кисеоником (SaО2), док су остале компоненте количина бикарбоната (HCO3), парцијални  притисак угљен-диоксида (PаCО2) и пХ вредност у црвеним крвним зрнцима..

## Намена
Дијагноза је процес проналажења узрока здравствених проблема неке особе. Мерење парцијалног притиска кисеоника у крви може помоћи у дијагностици здравствених проблема, јер се овим  тестом врши процена учинка поремећаја дисања на снабдевање тела кисеоником, посебно у болничком окружењу или током епизоде тешког респираторног дистреса. Резултати се често користе да би се утврдило да ли је потребан хитан третман — као што је додатак кисеоничком или механичка подршка дисању.
Вредности PаО2 се такође могу користити (заједно са другим тестовима) да помогну у дијагностициковању бројних хроничних здравствених стања или догађаја као што су:
- траума грудног коша или плућа
- хроничне болести плућа као што су астма , цистична фиброза или хронична опструктивна болест плућа (ХОБП)
- конгестивна срчана инсуфицијенција
- инфаркт
- губитак свести
- изненадни недостатак даха

У неким ситуацијама, као што је када је започета терапија кисеоником или механичка вентилација (механичка подршка дисању), поновљање теста PаО2 се користи да би се проценило да ли се респираторно стање побољшава или погоршава и да ли треба прилагодити третман.
Сваки удах испоручује ваздух у алвеоле пацијентових плућа. Тамо се кисеоник и угљен-диоксид преносе између плућа и крви. Пошто је притисак кисеоника већи у алвеолама него у суседним капиларама (сићушни крвни судови), он тече у капиларе 

## Поступак
Мерење  PаО2 у крви захтева узимање узорка крви обично  у болници или медицинској ординацији. Како се грално се сматра да су гасни тестови артеријске крви информативнији од тестова гаса из венске крви,  најчешће се крв за овај тест узима из артерије. 
Артерија из које се најчешће вади крв, посебно код особа које овај тест раде амбулантно, је радијална артерија у зглобу руке. За људе који су у болници, крв се може узети и из других артерија. Код хоспитализованих пацијента са пласираним артеријским катетером крв се може вадити кроз катетер.
При узимању крви требало би имати у виду да неправилно узет узорка крви може утицати на начин на који се тумаче мерења PаО2 у крви. Како се тестирање врши вађењем крви из артерије, ова процедура захтева медицинску обуку лаборанта како би се смањили ризици од нежељених  ефеката или компликација.  

## Резултати
Парцијални притисак кисеоника у артеријској крви (нормална)
Како парцијални притисак кисеоника (PaO2) у артеријској крви зависе од старости, пола и релативне тежине тела (Brocca- индекс).
Вредности PаО2  на нивоу мора (160 mmHg у атмосфери, 21% стандардног атмосферског притиска од 760 mmHg) крећу се  између 8,8 и 13,3 kPa (66-100 mmHg),
Резултат у овом опсегу значи да довољна количина кисеоника пролази из алвеола у крв.
Ако је PаО2 испод нормалног опсега, то значи да су болести плућа и проблеми са дисањем довели до  пада  парцијални притисак кисеоника (PаО2). 
Тестови гасова у крви су генерално поуздани ако се поштују стандардне процедуре у припреми и анализи узорка крви. Али ниједан тест није савршен, тако да следећи фактори могу утицати на тачност и тумачење теста:
- Парцијални притисак кисеоника у удахнутом ваздуху, на већим висинама (као што су у планинским пределима), смањење атмосферског притиска смањује доступност кисеоника и притисак кисеоника у плућима.[16]
- Неуролошко стање, као што је амиотрофична латерална склероза (АЛС)
- Оштећење плућа услед трауме или рака[17]
- Смањење концентрације хемоглобина у крвним ћелијама (нпр. aнемија због недостатка гвожђа код које пацијентова црвена крвна зрнца нису у стању да ефикасно носе молекуле кисеоника)
- Гојазност[18]

Сви ови услови смањују притисак кисеоника у  плућима, што се одражава у артеријском притиску кисеоника мереног PаО2 тестом.
Парцијални притисак кисеоника у венској крви (нормална)
Парцијални притисак кисеоника  у венској крви  (PvO2) на нивоу мора је између 30  и 40 mmHg.

### Понављање резултата
Према потреби ради се контролни PаО2 тест, посебно ако се симптоми не побољшају.  или  када дође време да се промени начин  снабдевање кисеоником или помоћ при вентилацији.
Често, када је респираторна подршка смањена због побољшања општег стања, PаО2 тест се поново проверава да би се потврдило да дисање и оксигенација остају на оптималном нивоу, чак и са мањом кисеоничком подршком.

### Допунски тестови
Ако је PаО2 тест абнормалан, уобичајено је да се сппроведе и накнадно тестирање. Генерално, промене нивоа кисеоника, нивоа угљен-диоксида или ацидобазне равнотеже узроковане су основним проблемима  не могу се идентификовати само PаО2 тестом и другим тестовима гасова у крви. У том смислу биће потребни:
- тестови плућне функције да би се правилно  проценило здравље плућа,[20]
- лабораторијски тестови за процену  метаболизма и функције бубрега,[21]
- други тестови који могу помоћи да се утврди разлог за абнормалне резултате на тесту гасова у крви.

## Ризици и контраиндикације
PаО2 тест има врло мало ризика повезаних са њим. Пошто тест користи крв добијену артеријском пункцијом уместо крви извучене из вене, постоји нешто већи ризик од крварења или модрица на месту убода игле.
Ако се користе разређивач крви или испитаних има поремећај крварења због могућег продуженог крварења, испитивачи морају предузети посебне мере предострожности током извођења теста, као што је праћење крварења на места убода и вађеа крви током дужег временског периода.